# Daniel Sánchez (cyclisme)
Pour les articles homonymes, voir Daniel Sanchez et Sánchez.
Sánchez  Cidoncha est un nom espagnol. Le premier nom de famille, en général paternel, est Sánchez ; le second, en général maternel, souvent omis, est Cidoncha.
Daniel Sánchez Cidoncha (né le 11 août 1992 à Don Benito) est un coureur cycliste espagnol, membre de l'équipe Tany Nature.

## Biographie
Ses trois grands frères Pedro, Javier et Joaquín sont également coureurs cyclistes au niveau amateur. 
En 2011, il remporte une étape et termine troisième du Tour de Tolède, sous les couleurs d'Extremadura-Spiuk. Il intègre ensuite la réserve de l'équipe professionnelle Andalucía, qui disparaît cependant en février 2013. 
Entre 2013 et 2016, il se distingue chez les amateurs en obtenant de nombreuses victoires et places d'honneur. Après ses bonnes performances, il passe professionnel en 2017 au sein de l'équipe continentale portugaise RP-Boavista. Au mois d'avril, il gagne le classement des sprints au Tour de la communauté de Madrid. Il n'obtient toutefois pas de résultats marquants. 
Daniel Sánchez redescend en amateur dès 2018 au club Tany Nature, basé dans sa commune natale de Don Benito.

## Palmarès et résultats

### Palmarès par année
- 2011
  - 2e étape du Tour de Tolède
  - 3e du Tour de Tolède
- 2013
  - Champion d'Estrémadure sur route
  - Challenge Vuelta a Sevilla
  - 2e du Circuito Guadiana
- 2014
  - Trofeo Olías Industrial
  - Trofeo Virgen de Palomares
  - Circuit de Hervás
  - Mémorial Carlos Cuadrado
  - Carrera del Pavo
- 2015
  - Trofeo Olías Industrial
  - 2e étape du Tour de Zamora
  - 3e du Circuito Guadiana
- 2016
  - Champion d'Estrémadure sur route
  - Trofeo Fiestas del Ausente
  - Trofeo Virgen de Palomares
  - 2e de l'Aiztondo Klasica
  - 2e du Trophée Iberdrola
  - 2e de la Prueba Loinaz
  - 3e du Mémorial Manuel Sanroma
- 2018
  - Ranking Extremadura
  - Champion d'Estrémadure du contre-la-montre
  - Carrera Ciclomaster de Siruela
  - Circuito Guadiana masters
  - 1re étape de la Volta al Concelho de Almodóvar
  - Gran Premio Montijo
  - Trofeo Olías Industrial
  - Subida al Castillo de Trujillo
  - Circuit de Hervás
- 2019
  - Ranking Extremadura
  - Gran Premio Mérida Patrimonio de la Humanidad
  - Giro de Calatrava
  - Trofeo Santísimo Cristo de Sala
  - 2e étape de la Vuelta a los Pantanos (contre-la-montre)
  - Gran Premio de Montijo
  - 2e du Trofeo Olías Industrial
- 2020
  - Mémorial Juan Carlos Vicario
  - 3e du Trofeo Olías Industrial
- 2021
  - Champion d'Estrémadure du contre-la-montre
  - Trofeo Ciudad de Badajoz
  - Gran Premio de Montijo
- 2024
  - Trofeo Ciudad de Badajoz
- 2025
  - Vuelta a los Pantanos

### Classements mondiaux
| Année           | 2017   |
| --------------- | ------ |
| UCI Europe Tour | 1 714e |